# Nokturny op. 27 (Chopin)
Nokturny op. 27 – dwa nokturny skomponowane przez Fryderyka Chopina, Nokturn cis-moll i Nokturn Des-dur, wydane w roku 1836 w Paryżu i Lipsku oraz w 1837 r. w Londynie.

## Nokturn cis-moll op. 27 nr 1
Nokturn trzyczęściowy, o charakterystycznym, rozległym akompaniamencie i elegijnym temacie głównym w części pierwszej, doczekał się licznych interpretacji i opisów. Według Artura Hedleya, angielskiego chopinografa i kolekcjonera, w melodii prawej ręki słychać wahanie i niepokój, w przebiegu akompaniamentu – nastrój nocy i tajemnicy. Jan Kleczyński, interpretuje utwór jako ponurą historię rozgrywającą się w Wenecji. Z kolei Jarosław Iwaszkiewicz usłyszał w nim „nocne dumanie o wierności czy miłości – połączone z nocnym rozmyślaniem o ojczyźnie”.

## Nokturn Des-dur op. 27 nr 2
Przez twórców poświęconych Chopinowi monografii utwór uznawany jest za jeden z najpiękniejszych przykładów tego rodzaju kompozycji odmiany romansowej, jakie stworzył polski kompozytor.